# Farmington (Califòrnia)
Farmington és una població dels Estats Units a l'estat de Califòrnia. Segons el cens del 2000 tenia 262 habitants.

## Demografia
Segons el cens del 2000, Farmington tenia 262 habitants, 84 habitatges, i 67 famílies. La densitat de població era de 39,8 habitants/km².
Dels 84 habitatges en un 35,7% hi vivien nens de menys de 18 anys, en un 63,1% hi vivien parelles casades, en un 10,7% dones solteres, i en un 20,2% no eren unitats familiars. En el 16,7% dels habitatges hi vivien persones soles el 3,6% de les quals corresponia a persones de 65 anys o més que vivien soles. El nombre mitjà de persones vivint en cada habitatge era de 3,12 i el nombre mitjà de persones que vivien en cada família era de 3,48.
Per edats la població es repartia de la següent manera: un 30,2% tenia menys de 18 anys, un 7,3% entre 18 i 24, un 21,8% entre 25 i 44, un 26,7% de 45 a 60 i un 14,1% 65 anys o més.
L'edat mediana era de 36 anys. Per cada 100 dones de 18 o més anys hi havia 101,1 homes.
La renda mediana per habitatge era de 32.614 $ i la renda mediana per família de 32.727 $. Els homes tenien una renda mediana de 20.250 $ mentre que les dones 35.357 $. La renda per capita de la població era de 13.289 $. Entorn del 15,5% de les famílies i el 15,3% de la població estaven per davall del llindar de pobresa.

## Poblacions més properes
El següent diagrama mostra les poblacions més properes.